# 南本頓鎮區 (密蘇里州波爾克縣)
南本頓鎮區（英語：South Benton Township）是位於美國密蘇里州波爾克縣的一個行政鎮區。

## 地方資料
南本頓鎮區的面積為116.61平方千米，當中陸地面積為116.18平方千米，而水域面積為0.44平方千米。根據2020年美國人口普查的數據，當地共有人口1014人，而人口密度為每平方千米8.7人。